# جيم ريان (صحفي)
جيم ريان (بالإنجليزية: Jim Ryan)‏ هو صحفي أمريكي، ولد في 19 أغسطس 1939.